# Пилява (Черкаський район)
Пи́лява — село в Україні, у Черкаському районі Черкаської області, підпорядковане Степанецькій сільській громаді. Населення становить 70 осіб.

## Населення

### Мова
Розподіл населення за рідною мовою за даними перепису 2001 року:
| Мова       | Відсоток |
| ---------- | -------- |
| українська | 96,52 %  |
| російська  | 3,48 %   |

## Відомі люди
- Гаркавий Прокіп Хомич (1908 — 1984) — радянський селекціонер, академік ВАСГНІЛ, заслужений діяч науки УРСР, Герой Соціалістичної Праці.
- Голуб Семен Іванович — командир полку Дієвої армії УНР.
- Литвиненко Федір Григорович — депутат Державної думи Російської імперії 2-го скликання.